# Castéra-Loubix
Castéra-Loubix település Franciaországban, Pyrénées-Atlantiques megyében. Lakosainak száma 51 fő (2022. január 1.). Castéra-Loubix Vidouze, Bentayou-Sérée, Labatut-Figuières és Lamayou községekkel határos.

## Népesség
A település népességének változása:
| Lakosok száma | 54   | 54   | 55   | 56   | 52   | 52   | 52   | 51   | 50   | 51   |
|               | 2010 | 2013 | 2015 | 2016 | 2017 | 2018 | 2019 | 2020 | 2021 | 2022 |